# Kanton Ribérac
Der Kanton Ribérac ist seit 1790 ein französischer Kanton im Arrondissement Périgueux im Département Dordogne in der Region Nouvelle-Aquitaine; sein Hauptort ist Ribérac, Vertreter im Generalrat des Départements ist seit 1976, wiedergewählt 2008, Bernard Cazeau.

## Gemeinden
Der Kanton besteht aus 33 Gemeinden mit insgesamt 14.165 Einwohnern (Stand: 1. Januar 2022) auf einer Gesamtfläche von 524,25 km²:
| Gemeinde                   | Einwohner 1. Januar 2022 | Fläche km² | Dichte Einw./km² | Code INSEE | Postleitzahl |
| -------------------------- | ------------------------ | ---------- | ---------------- | ---------- | ------------ |
| Allemans                   | 543                      | 18,75      | 29               | 24007      | 24600        |
| Bertric-Burée              | 435                      | 16,73      | 26               | 24038      | 24320        |
| Bourg-des-Maisons          | 72                       | 8,99       | 8                | 24057      | 24320        |
| Bourg-du-Bost              | 237                      | 7,16       | 33               | 24058      | 24600        |
| Bouteilles-Saint-Sébastien | 175                      | 13,96      | 13               | 24062      | 24320        |
| Celles                     | 611                      | 27,83      | 22               | 24090      | 24600        |
| Champagne-et-Fontaine      | 343                      | 25,04      | 14               | 24097      | 24320        |
| Chassaignes                | 73                       | 5,79       | 13               | 24114      | 24600        |
| Cherval                    | 226                      | 18,71      | 12               | 24119      | 24320        |
| Comberanche-et-Épeluche    | 165                      | 3,93       | 42               | 24128      | 24600        |
| Coutures                   | 198                      | 8,53       | 23               | 24141      | 24320        |
| Gout-Rossignol             | 362                      | 24,91      | 15               | 24199      | 24320        |
| La Chapelle-Grésignac      | 102                      | 6,95       | 15               | 24109      | 24320        |
| La Chapelle-Montabourlet   | 57                       | 5,77       | 10               | 24110      | 24320        |
| La Jemaye-Ponteyraud       | 148                      | 33,31      | 4                | 24216      | 24410        |
| La Tour-Blanche-Cercles    | 549                      | 23,18      | 24               | 24554      | 24320        |
| Lusignac                   | 163                      | 7,88       | 21               | 24247      | 24320        |
| Nanteuil-Auriac-de-Bourzac | 233                      | 20,92      | 11               | 24303      | 24320        |
| Petit-Bersac               | 187                      | 10,83      | 17               | 24323      | 24600        |
| Ribérac                    | 3.770                    | 22,79      | 165              | 24352      | 24600        |
| Saint-André-de-Double      | 168                      | 27,61      | 6                | 24367      | 24190        |
| Saint-Martial-Viveyrol     | 184                      | 12,63      | 15               | 24452      | 24320        |
| Saint-Martin-de-Ribérac    | 728                      | 16,38      | 44               | 24455      | 24600        |
| Saint-Méard-de-Drône       | 489                      | 8,95       | 55               | 24460      | 24460        |
| Saint-Pardoux-de-Drône     | 191                      | 8,69       | 22               | 24477      | 24600        |
| Saint-Paul-Lizonne         | 277                      | 9,28       | 30               | 24482      | 24320        |
| Saint-Sulpice-de-Roumagnac | 283                      | 10,70      | 26               | 24504      | 24600        |
| Saint-Vincent-de-Connezac  | 671                      | 14,81      | 45               | 24509      | 24190        |
| Siorac-de-Ribérac          | 259                      | 20,86      | 12               | 24537      | 24600        |
| Vanxains                   | 692                      | 35,89      | 19               | 24564      | 24600        |
| Vendoire                   | 135                      | 11,65      | 12               | 24569      | 24320        |
| Verteillac                 | 546                      | 18,44      | 30               | 24573      | 24320        |
| Villetoureix               | 893                      | 16,40      | 54               | 24586      | 24600        |
| Kanton Ribérac             | 14.165                   | 524,25     | 27               | 2416       | –            |

Bis zur landesweiten Neuordnung der französischen Kantone im März 2015 gehörten zum Kanton Ribérac die 13 Gemeinden Allemans, Bourg-du-Bost, Chassaignes, Comberanche-et-Épeluche, Petit-Bersac, Ribérac, Saint-Martin-de-Ribérac, Saint-Méard-de-Drône, Saint-Pardoux-de-Drône, Saint-Sulpice-de-Roumagnac, Siorac-de-Ribérac, Vanxains und Villetoureix. Sein Zuschnitt entsprach einer Fläche von 187,12 km². Er besaß vor 2015 einen anderen INSEE-Code als heute, nämlich 2428.

## Veränderungen im Gemeindebestand seit der landesweiten Neuordnung der Kantone
2017:
- Fusion La Jemaye und Ponteyraud → La Jemaye-Ponteyraud
- Fusion Cercles und La Tour-Blanche → La Tour-Blanche-Cercles

## Bevölkerungsentwicklung
| 1962  | 1968  | 1975  | 1982  | 1990  | 1999  |
| ----- | ----- | ----- | ----- | ----- | ----- |
| 7.689 | 8.129 | 8.075 | 7.970 | 8.371 | 8.365 |